# 萨姆·格拉迪
萨姆·格拉迪（英語：Sam Graddy，1964年2月10日—），美国男子田径运动员，主攻短跑。他曾代表美国参加1984年夏季奥林匹克运动会田径比赛，获得一枚金牌和一枚银牌。